# Andreas Eriksson (fotbollsspelare)
Andreas Gustaf Eriksson, född 3 november 1981 i Järfälla församling, är en före detta svensk fotbollsspelare (mittfältare) som spelat för bland annat AIK, Brommapojkarna och IK Sirius.
Eriksson har gjort en allsvensk säsong med AIK 2004 och en med IK Sirius 2017, samt representerat FC Café Opera, AIK, IK Sirius, Väsby United och Brommapojkarna i Superettan. Säsongen 2007 noterades Eriksson för 27 matcher, 5 mål och 5 målpass för Sirius i Superettan, och var under säsongen en av lagets bästa spelare. Eriksson gick 2009 till BP där han spelade till slutet av säsongen 2014. Åren 2015-2017 var Eriksson tillbaka i Sirius men avslutade sedan sin karriär på grund av skador.